# Suctobelbella perforata
Suctobelbella perforata är en kvalsterart som först beskrevs av Karl Strenzke 1950.  Suctobelbella perforata ingår i släktet Suctobelbella och familjen Suctobelbidae. Inga underarter finns listade i Catalogue of Life.